# جولیوس اسکریبا
جولیوس اسکریبا (انگلیسی: Julius Scriba؛ ۵ ژوئن ۱۸۴۸ – ۳ ژانویهٔ ۱۹۰۵) پزشک، آموزگار، عضو مشاوران خارجی دولت میجی در ژاپن اهل آلمان بود.